# Simone Moreno

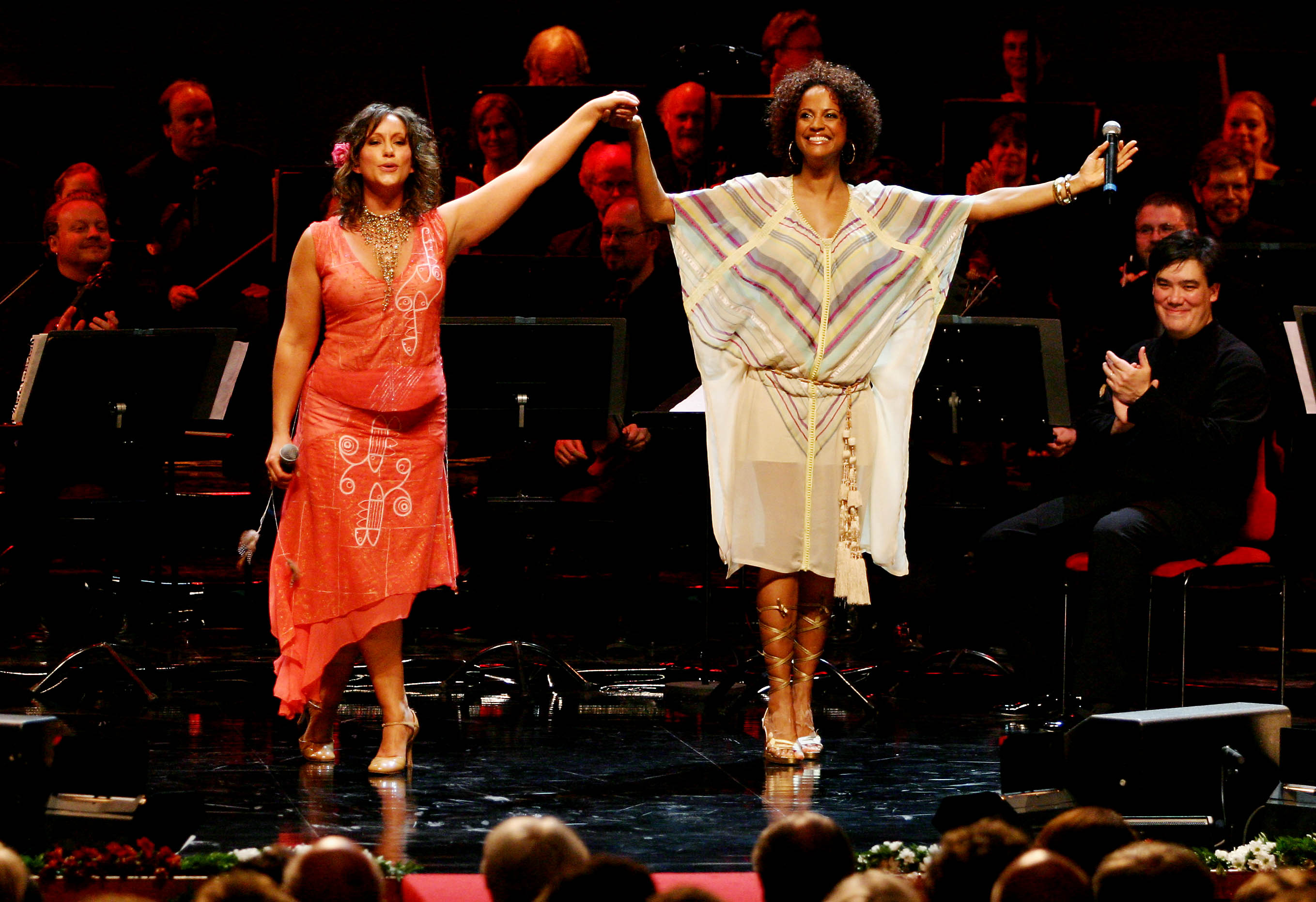
Lisa Nilsson och Simone Moreno uppträder på Polarprisceremonin 2005 i Stockholms konserthus.

Simone Moreno, född Simone Santos de Mendonça 6 juni 1969, är en sångerska, låtskrivare och skådespelerska som ursprungligen kommer från staden Salvador i delstaten Bahia i Brasilien, men som numera (2021) bor i Stockholm i Sverige.
Hon ställde upp i Melodifestivalen 2006 med låten Aiayeh (The Music of the Samba), skriven av Andreas Kleerup, och har släppt fyra skivor i Brasilien och två i Sverige. Hennes största hit är "Vem pra bahia" (Vi drar till Malmö) som hon skrev tillsammans med Timbuktu.

## Diskografi

### Album
- 1994 – Simone Moreno
- 1995 – Morena
- 1997 – Manda me Chamar
- 2003 – Desde que o Samba é Samba
- 2005 – Samba Makossa
- 2011 – Planetas

### EP
- 2007 – Tolerância
- 2013 – Planetas (The Remixes)
- 2017 – På svenska

### Singlar
- 2006 – Aiayeh (The Music of the Samba)
- 2011 – Vida de cão (Hundlivet) feat. Timbuktu
- 2011 – För Alltid feat. Hofstone
- 2013 – Förhoppningar och regnbågar

## Filmografi
- 1990 – Wild Orchid - Sig själv (sångerska)
- 1998 – Brida (TV-serie) - Ongala
- 2013 – Känn ingen sorg - Sambasångerskan